# فيراغامو
تأسست فيراغامو في عام 1927 على يدي سلفاتوري فيراغامو وهي الآن الشركة الأم لمجموعة فيراغامو فلورنسا وهي واحدة من علامات الأزياء التجارية الرائدة في العالم في مجال السلع الكمالية. تنشط المجموعة في إنتاج وتوزيع الأحذية والمنتجات الجلدية والملابس الجاهزة ومنتجات الحرير والاكسسوارات وكذلك العطور للرجال والنساء. تشمل منتجاتها أيضا النظارات والساعات المصنعة من قبل المرخص لهم.